# Seychellaria africana
Seychellaria africana là một loài thực vật có hoa trong họ Triuridaceae. Loài này được Vollesen miêu tả khoa học đầu tiên năm 1982.